# البطولات الأسترالية 1928 (كرة مضرب)
هنا قائمة بالبطولات الأسترالية لكرة المضرب, المعروفة الآن باسم أستراليا المفتوحة لسنة 1928:

## فردي رجال
جان بوروترا هزم  رولاند كامينغز 6-4 6-1 4-6 5-7 6-3

## فردي سيدات
دافن أوكوروست هزم  إسنا بويد 7-5, 6-2